# صن ميكروسيستمز
صن ميكروسيستمز (بالإنجليزية: Sun Microsystems)‏ هي إحدى شركات إنتاج التقانة العالمية ومن أهم منتجاتها أنظمة التشغيل وخواديم Sun Microsystem كما أنها هي الشركة المطورة للغة جافا وهي لغة تستخدم في برمجة تطبيقات الويب بالإضافة إلى أنها كائنية التوجه.
تتخذ الشركة من وادي السيلكون في ولاية كاليفورنيا الأمريكية مقراً لها. تنتج شركة صن بالإضافة للخواديم، الحواسيب الشخصية ذات الاستخدام المتخصص المبني على معالج سبارك والتي تقوم بإنتاج صور عالية الدّقة تستخدم في مجال النفط لتحديد عمق وامتداد البئر كذلك في مجال الطب لعمل صورة ثلاثية الأبعاد لمكونات الجسم.
ويرجع الفضل لشركة صن في تطوير نظام تشغيل صن أو إس المبني على قاعدة يونكس ومن ثم أنتجت الشركة نظام تشغيل سولاريس المبني على يونكس أيضاً. كما يرجع الفضل لصن في تطوير نظام ملفات الشبكة.
نظرا لانتشار الحواسيب الشخصية المبنية على معالجات إكس 86، بدأت الشركة تطوير نظام تشغيل متوافق مع معالجات إنتل لارتفاع كلفة تطوير معالج سبارك لانه لم يكن رائجاً كمعالجات x86. واتجهت شركة صن نحو نظام التشغيل الحر المعروف بلينكس والواجهة جنوم عوضا عن Motif.
في 20 أبريل 2009 أعلنت شركة أوراكل عن استحواذها على صن مقابل 7.4 مليار دولار أمريكي. إكتملت الصفقة في 27 يناير 2010.

## وصلات خارجية
- صن ميكروسيستمز على موقع الموسوعة البريطانية (الإنجليزية)
- الموقع الرسمي